# Utricularia laciniata
Utricularia laciniata är en tätörtsväxtart som beskrevs av Carl Friedrich Philipp von Martius och Benj.. Utricularia laciniata ingår i släktet bläddror, och familjen tätörtsväxter. Inga underarter finns listade i Catalogue of Life.